# Careproctus aureomarginatus
Careproctus aureomarginatus és una espècie de peix pertanyent a la família dels lipàrids.

## Descripció
- La femella fa 6 cm de llargària màxima.
- Nombre de vèrtebres: 54.[5]

## Hàbitat
És un peix marí i batidemersal que viu entre 1.660 i 1.665 m de fondària.

## Distribució geogràfica
Es troba a les illes Malvines.

## Observacions
És inofensiu per als humans.